# Голицын, Андрей Иванович (ум. 1703)
Князь Андре́й Ива́нович Голи́цын (ум. 1703) — голова, воевода и боярин во времена правления Алексея Михайловича, Фёдора Алексеевича, Ивана V и Петра I Алексеевичей.
Из княжеского рода Голицыны. Сын боярина Ивана Андреевича (ум. 1685) и Ксении Ивановны Морозовой (ум. 1683), сестры ближнего боярина Б. И. Морозова, женатого на Анне Ильиничне Милославской, сестре царицы Марии Ильиничны (ум. 1669), жены царя Алексея Михайловича. Это родство отразилось на судьбе князя Андрея Ивановича, т.к. царь Пётр I Алексеевич не любил Милославских.
Владелец ряда вотчин, включавших подмосковное село Богородское-Воронино.

## Биография
C 1672, 1675 или 1679 года — стольник. В 1675 году голова выборной сотни стольников. В мае 1682 года дневал и ночевал первым у гроба царя Фёдора Алексеевича. Во время бунта стрельцов остался верен царской семье, вместе с Северским полком находился на Тверской дороге в селе Черкизове, близ села Преображенского, перекрывая дорогу из Москвы. В сентябре 1682 года направлен воеводой в Киев. С 30 сентября 1682 года — боярин, с 2 мая 1683 — ближний боярин.  В 1683—1684 годах — воевода в Астрахани, куда прибыл стольник Собакин с пожалованным от правительницы Софьи Алексеевны (дочь от царицы М.И. Милославской) с золотым и милостивым словом.
В 1690 году в связи со следствием по делу Ф. Л. Шакловитого лишён звания и сослан вместе с супругой. Иван Афанасьевич Желябужский писал в «Дневных Записках»:
В том же году, по извету человека боярина князя Андрея Ивановича Голицына и по розыску, что боярин, также и теща его, боярыня Акулина Афанасьевна, говорили про царское величество неистовые слова, и за ту вину ему, боярину князю Андрею Ивановичу, на Красном крыльце сказана сказка: “Князь Андрей Голицын. Великие государи указывали тебе сказать, что ты говорил про их царское величество многие неистовые слова, и за те неистовые слова достоин ты был разоренью и ссылке, и великие государи на милость положили: указали у тебя за то отнять боярство, и указали тебя написать  в дети боярские по последнему городу, и жить тебе в деревне до указа великих государей”
Тёща князя «за службу и за раденье мужа» была сослана на «вечное житьё в монастырь на Белоозеро», пострадавшие вместе с сестрой Степан и Алексей Афанасьевичи Собакины лишены чинов стольников и записаны «в дети боярские по последнему городу» с повелением жить в деревне до указа государей.
В 1692 году князь Голицын был прощён, благодаря усилиям родственника князя Б. А. Голицына. 5 января 1692 года вновь пожалован боярством. С 1694 года — дворцовый воевода. Принимал участие в Кожуховском походе. Желябужский писал:
А за ними ехал Иван Иванович Бутурлин. А за ними ехали в немецком платье ратные люди: боярин и дворовой воевода князь Андрей Иванович Голицын, Петр Абрамович Большой Лопухин, Федор Абрамович, Василей Абрамович, Сергей Абрамович Лопухины, Василей Федорович Нарышкин…
Заседал в Боярской думе, при царях Иване V и Петре I показан двадцать девятым бояриным. В сентябре 1695 года показан дворовым воеводою. В 1697 году оставлен четвёртым охранять Москву и ведать в Думе государственного правления во время государева путешествия за границу. Голицын был среди 47 приглашённых на заседание 1 апреля 1701 года, но заявил, что «сего 1 апреля поедет в Воронеж и в Палате быть некогда.» В Воронеже находился царь Пётр, наблюдавший за строительством первого российского линейного корабля. В 1700-е годы Голицын приглашался на верфи, а «1700 марта в 7 день» был отправлен указ царя боярам прибыть вместе с жёнами, в том числе и «князь Андрея Ивановича Голицына княгине.» В 1703 году показан двенадцатым бояриным.

## Семья
Женат дважды:
1. Первой супругой была Василиса Ивановна (ум. 1695), дочь воспитателя царевича Фёдора Алексеевича боярина Ивана Богдановича Хитрово и Акулины Афанасьевны Собакиной, пострадавшей вместе с зятем.
2. Второй супругой стала Пелагея Дмитриевна, дочь именитого человека Дмитрия Андреевича Строганова и сестра Г. Д. Строганова. Брак бездетен[K 3].

- Иван Андреевич (1683—1741) — женат на Прасковье Борисовне Лихаревой (1688—1742), дочери генерал-майора Бориса Ивановича Лихарева. Супруги имели двух сыновей: Александра (1700[3]/1710[7]—1728), женатого на Степаниде Матвеевне Ржевской (1705—1762), и Сергея (1710/1711—1723).
- Анна Андреевна (ум. 1734) — жена князя Ивана Алексеевича Урусова, сына князя Алексея Никитича Урусова.

Со смертью единственного правнука Андрея Ивановича, гвардии подпоручика князя Николая Александровича (1726—1751), эта ветвь рода Голицыных (т.н. Ивановичи) прервалась.

### Комментарии
1. ↑  Дата смерти указана по БРЭ, в труде Е. Серчевского «Записки о роде князей Голицыных. Происхождение сего дома, развитие поколений и отраслей его до 1853 года, биографии и некрологии мужей сей фамилии, прославивших себя на службе престолу и Отечеству, родословныя таблицы, новый и старый гербы сего дома» указан 1701 год, у Н.Н. Голицына в «Материалах для полной родословной записи князей Голицыных» — после 1706 года, в других источниках [3] встречается 1717 год.
2. ↑  В «Материалах для полной родословной росписи князей Голицыных» указан в 1682 году воеводой казанским, а с 19 апреля 1683 — киевским.
3. ↑  У Голицына и Серчевского указаны только 2 супруги, в ряде источников [3] указывается третья жена с 1697 Пелагея Борисовна Змеева (ок.1680-?). Рождение дочери относится к третьему браку, а первые две жены имеют обратный порядок.